# Франсиско Агире (парагвајски фудбалер)
Франсиско Агире (рођен 1908. — непознат датум смрти) био је парагвајски фудбалер који је играо као везни играч. Агире је био део парагвајске фудбалске репрезентације која је учествовала на ФИФА Светском купу 1930. Током већег дела каријере играо је за ФК Олимпија Асунсион.